# TSS FC Rovers
A TSS FC Rovers egy kanadai labdarúgócsapat, amelynek székhelye a Brit Columbia állambeli Burnaby városában található. A klub 2022 óta a kanadai másodosztályban, a League1 British Columbia-ban szerepel. Hazai mérkőzéseit az 5 288 néző befogadására alkalmas Swangard Stadionban játssza. A tartomány másodosztályának 2021-es alapítása után, az első, 2022-es szezont megnyerték, így kvalifikáltak a kieséses rendszerű kanadai kupába, ahol az első ellenfelet (Valour) legyőzve a negyeddöntőkig jutottak, ahol a Pacific elleni 2–0-ás vereséggel búcsúztak a tornától.

## Sikerek
- League1 British Columbia
  - Bajnok (2): 2022, 2024

## További hivatkozások
- Hivatalos honlapja